# Данневерк
Данневерк (нем. Dannewerk) — община в Германии, в земле Шлезвиг-Гольштейн.
Входит в состав района Шлезвиг-Фленсбург. Подчиняется управлению Хаддеби. Население составляет 1131 человек (на 31 декабря 2010 года). Занимает площадь 16,65 км².
Название коммуны происходит от проходящего поблизости оборонительного вала Даневирке, начало сооружения которого относится к первой половине VIII века н. э.